# Квартал Волжский Бульвар 113а
Кварта́л Во́лжский Бульва́р 113а (до 1995 года — Кварта́л Во́лжский Бульва́р 95,114а,113а) — квартал в Юго-Восточном административном округе города Москвы на территории района Кузьминки.

## История
Современное название дано в 1995 году, до этого улица называлась Кварта́л Во́лжский Бульва́р 95,114а,113а. Слово «Волжский» в названии отражает близость к Волжскому бульвару, который, в свою очередь, был назван по реке Волге.

## Расположение
Квартал ограничен с юго-запада и северо-востока проезжими частями Волжского бульвара (проходит с северо-запада на юго-восток), с юго-востока — улицей Маршала Чуйкова, с северо-запада — улицы Юных Ленинцев. Нумерация домов начинается от улицы Юных Ленинцев, дома пронумерованы как корпуса (к. 1; к. 2; к. 3; к. 3, стр. 2; к. 3, стр. 3; к. 4; к. 5; к. 6; к. 7; к. 8; к. 8, стр. 2; к. 8, стр. 3; к. 9).

## Примечательные здания и сооружения
- к. 6 — детский сад № 1714.

## Транспорт

### Наземный транспорт
По кварталу Волжский Бульвар 113а маршруты наземного общественного транспорта не проходят. У северо-западного конца квартала, на улице Юных Ленинцев, расположены остановки «Волжский бульвар» автобусов 530, 713, 861, Вк, Вч, т27, т38; остановка «Квартал 113а» (на Волжском бульваре) автобусов 551, 551к; остановка «МФЦ Кузьминки» (на Волжском бульваре) автобуса 471; остановка «Улица Юных Ленинцев, 42» автобусов 551, 551к, Вк, т27, т38; у юго-восточного, на Волжском бульваре, — остановки «Больница имени Демихова» автобусов 228, 336, 471, 522, 530, 551, 551к, 658, 713, с4, с9, т74 (на Волжском бульваре), автобусов 336, 522, 658, т74, н5 (на улице Маршала Чуйкова), западнее квартала, на улице Чистова, — остановка «7-я улица Текстильщиков» автобусов 228, 713, с9.

### Метро
- Станция метро «Волжская» Люблинско-Дмитровской линии — южнее квартала, на Краснодонской улице.
- Станция метро «Кузьминки» Таганско-Краснопресненской линии — северо-восточнее квартала, на площади Славы на пересечении Волгоградского проспекта с Жигулёвской и Зеленодольской улицами и улицей Маршала Чуйкова.
- Станция метро «Текстильщики» Таганско-Краснопресненской линии и проектируемая станция метро «Текстильщики» Третьего пересадочного контура (будут соединены переходом) — северо-западнее квартала, на пересечении Волгоградского проспекта и Люблинской улицы.

### Железнодорожный транспорт
- Платформа Текстильщики Курского направления Московской железной дороги — западнее квартала, между Волгоградским проспектом, Люблинской и Шоссейной улицами.